# リアルフライト

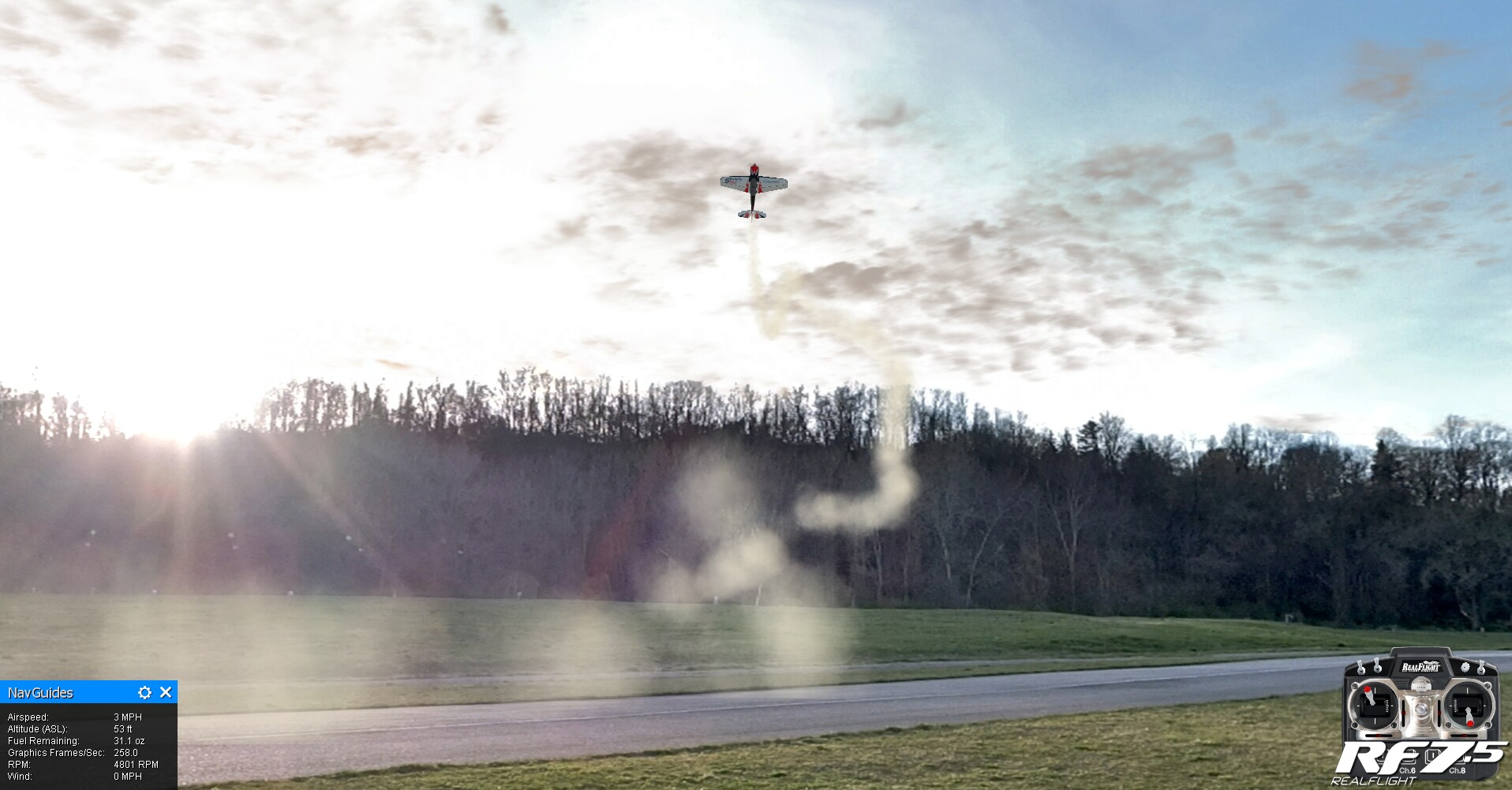
RealFlight7.5用に作成されたHHAMS飛行場。

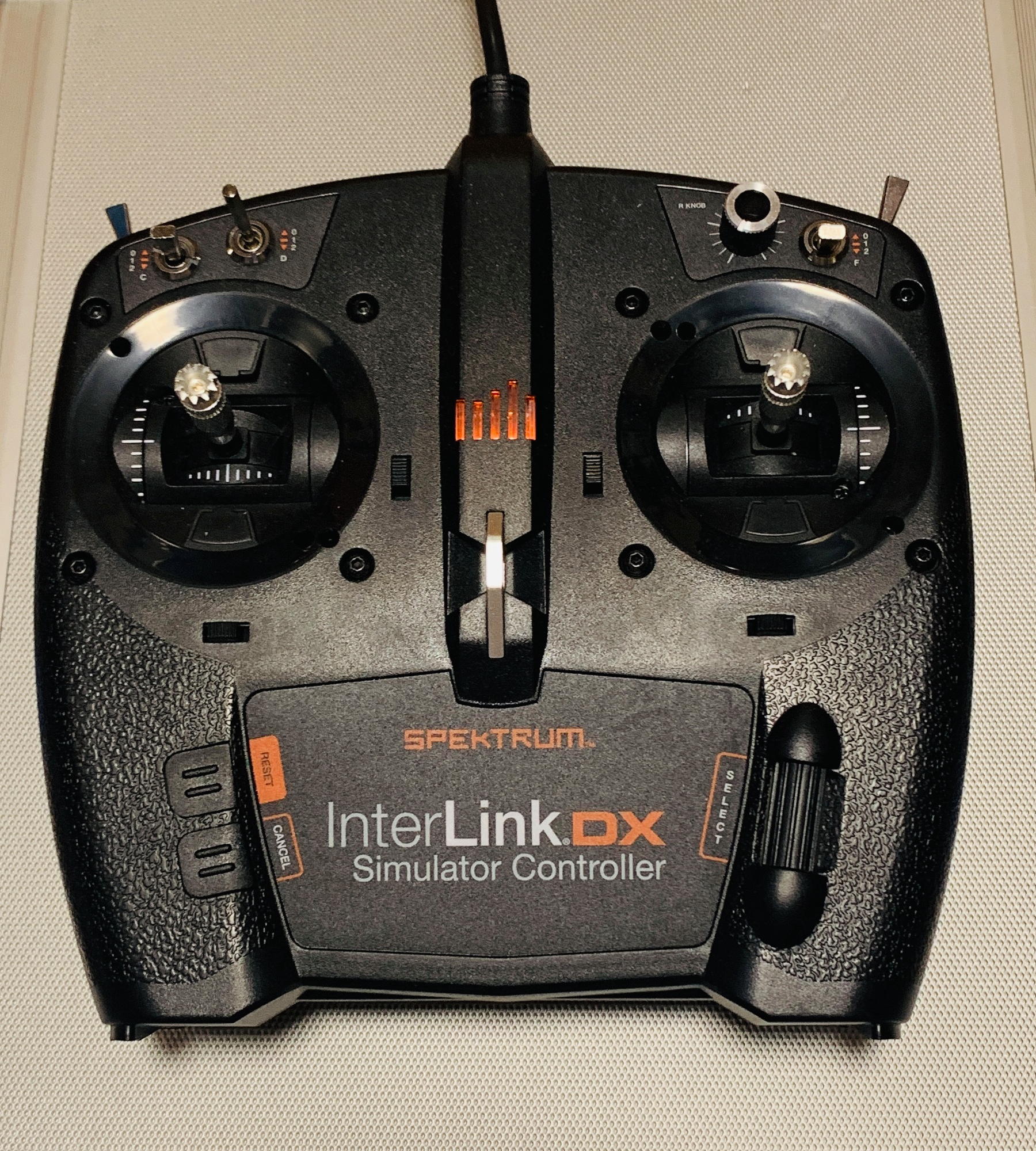
InterLink DX シミュレーターコントローラー

リアルフライト(英: RealFlight)は、ラジコン飛行機やヘリコプター等のRCシミュレーションソフトウェアである。開発はKnife Edge SoftWare、現在、販売はHorizon Hobbyが行っている。
このソフトウェアを使用する事で、多数のRC航空機、ヘリコプター、ドローンを飛ばすことができるため、ユーザーはRCの飛行、スキルの練習、またはマルチプレーヤーモードで他の人との飛行を学ぶ事ができる。
注：RealFlight RCSimulatorの名前はRealFlight Simulatorと似ているが、関係はない。Real Flight Simulator（複数の異なる名称が存在する）は、無料のオープンソースのフライトシミュレーターFlightgearの古いバージョンが変更されたブランドである。 
RealFlight RC Simulatorには、さまざまな飛行場とRC航空機、ヘリコプター、ドローン等が含まれている。また飛行場エディター、航空機エディターも含まれており、新しい飛行場と航空機を作成できる。 但し、航空機の編集は物理的および空力的特性の変更に限定される。新しいビジュアルモデルを作成するには、 Autodesk 3dsMaxやBlenderなどの3Dモデリングアプリケーションを使用する必要がある。
ソフトウェアは「世代」でリリースされ、新しい世代ごとにメジャーアップデートと新機能が含まれている。最新シリーズはRealFlight9（9.5）で、改良されたユーザーインターフェース、航空機及び飛行場の追加、改良された「InterLinkElite」コントローラーなどが含まれる。 RealFlightを動作させるには、ソフトウェアに含まれているInterLinkコントローラーの接続が必要である。

## アドオンと拡張パック
Knife Edge Softwareは、RealFlightの追加コンテンツを含むパックも開発しており、新しい飛行場及び航空機を提供。 RealFlight G4以降のユーザー向けに、古いシリーズの「アドオン」パックが作り直され、更新された航空機がRealFlightWebサイトから無料でダウンロードできる。 
正式にサポートされなくなった「アドオン」ボリュームは、新しい「拡張パック」シリーズの製品に取って代わられている。
Add-Onsラインは、RealFlightG2以降を必要とするAdd-Ons5を除いて、RealFlightClassicにまでさかのぼるRealFlightのバージョンと互換性がある。拡張パック1から拡張パック4にはRealFlightG3以降が必要であり、拡張パック5以降にはRealFlightG4以降が必要である。拡張パック1から3は現在製造が中止されている。

## 互換性チャート
|                     | RealFlight Classic | RealFlight G2 | RealFlight G3 / 3.5 | RealFlight G4 / 4.5 | RealFlight G5 / 5.5 | RealFlight 6 / 6.5 | Real Flight 7 to 9 |
| ------------------- | ------------------ | ------------- | ------------------- | ------------------- | ------------------- | ------------------ | ------------------ |
| Add-Ons 1-5         | 1-4; not 5         | Yes           | Yes                 | Yes - Free          | Yes - Free          | Yes                | Yes                |
| Expansion Pack 1-4  | No                 | No            | Yes                 | Yes                 | Yes                 | Yes                | Yes                |
| Expansion Pack 5-6  | No                 | No            | No                  | Yes                 | Yes                 | Yes                | Yes                |
| Expansion Pack 7-8  | No                 | No            | No                  | No                  | Yes                 | Yes                | Yes                |
| Helicopter Megapack | No                 | No            | No                  | No                  | No                  | Yes                | Yes                |
| Airplane Megapack   | No                 | No            | No                  | No                  | No                  | Yes                | Yes                |